# Lockheed-affaire

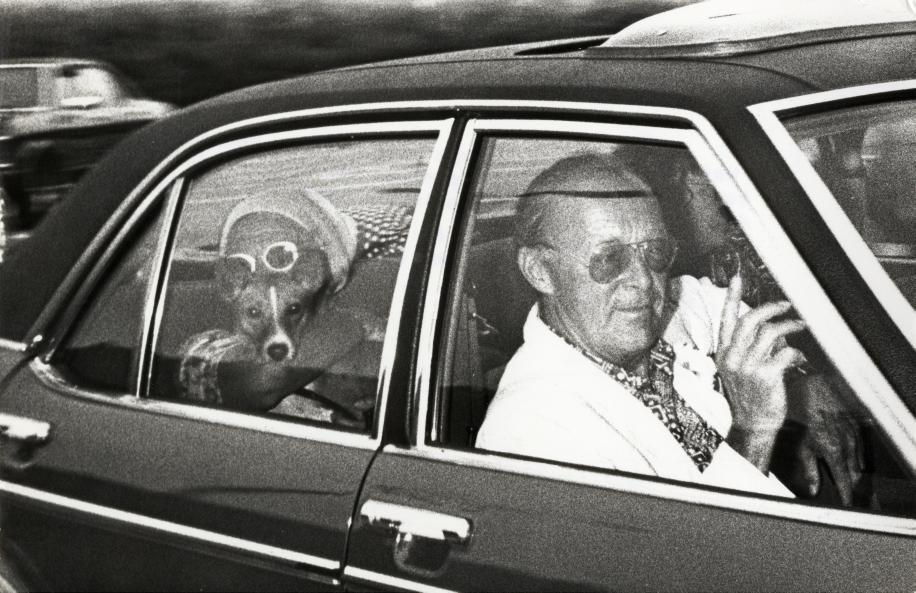
Prins Bernhard van Lippe-Biesterfeld keert op 26 augustus 1976 op Paleis Soestdijk terug uit Italië, omdat minister-president Joop den Uyl in het Nederlandse parlement de resultaten van de Commissie van Drie bekend ging maken. Achterin zijn echtgenote koningin Juliana met het hondje Zara.

De Lockheed-affaire omvat een reeks steekpenningen en bijdragen van functionarissen van het Amerikaanse lucht- en ruimtevaartbedrijf Lockheed van eind jaren vijftig tot zeventig tijdens onderhandelingen over de verkoop van vliegtuigen.
Het schandaal veroorzaakte grote ophef in Nederland in 1976, omdat bekend werd dat prins Bernhard van Lippe-Biesterfeld, de echtgenoot van de Nederlandse koningin Juliana, begin jaren zestig 1,1 miljoen US-dollar aan steekpenningen ontving van de Amerikaanse vliegtuigbouwer Lockheed. In 1974 verlangde Bernhard van Lockheed opnieuw een grote som geld, deze keer als Nederland over zou gaan tot de aankoop van de Lockheed P-3 Orion.
In de jaren van de Lockheed-kwestie hield het kabinet-Den Uyl zich onder meer bezig met de vervanging van alle Nederlandse Lockheed F-104 Starfighters. De Tweede Kamer besloot uiteindelijk op advies van defensie-minister ir. Henk Vredeling dat de opvolger van deze straaljager de F-16 zou worden, van de concurrerende vliegtuigbouwer General Dynamics.

## Nederland

### Aanleiding en samenstelling Commissie van Drie
De affaire kwam aan het licht door hoorzittingen van de subcommissie-Church van Multinationale Organisaties, onderdeel van de Commissie voor Buitenlandse Zaken van de Amerikaanse senaat, die onderzoek deed naar smeergeldaffaires waarbij de vliegtuigbouwer betrokken was. Tijdens die verhoren werd op vrijdag 6 februari 1976 in het openbaar gesproken over een "hoge regeringsfunctionaris in Nederland" die steekpenningen zou hebben ontvangen, waarmee − zo werd al snel duidelijk − de Nederlandse prins-gemaal Bernhard werd bedoeld. Hoewel die nadrukkelijk ontkende geld te hebben aangenomen, besloot het kabinet-Den Uyl drie dagen later een commissie van wijze mannen in te stellen. Voorzitter van de Commissie van Drie werd mr. A.M. Donner (rechter bij het Europees hof voor Justitie). De overige leden waren dr. M. Holtrop (voormalig president van De Nederlandsche Bank) en de voorzitter van de Algemene Rekenkamer drs. H. Peschar.

### Opdracht Commissie van Drie

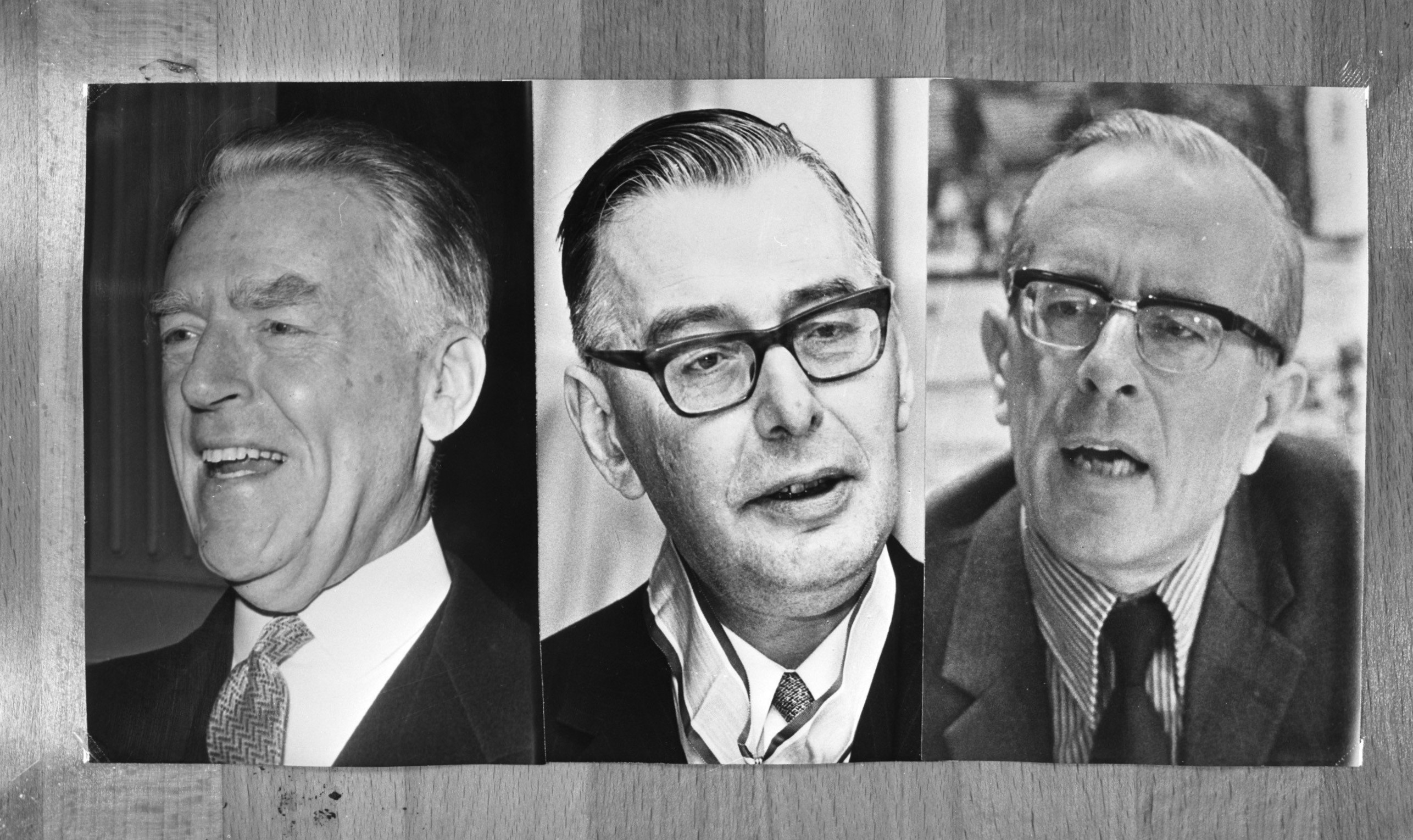
De Commissie van Drie, van links naar rechts: dr. M.W. Holtrop, mr. dr. A.M. Donner en drs. H. Peschar.

De opdracht van de Commissie van Drie luidde:
1. Een onderzoek in te stellen naar de juistheid van de afgelegde verklaringen en gedane suggesties in zittingen van de Commissie Church, voor zover prins Bernhard daarin is bedoeld dan wel indirect ter sprake gebracht.
2. Voor zover het onder 1 genoemde onderzoek daartoe aanleiding geeft, mede na te gaan of bij de beslissingen over het plaatsen van vliegtuigorders door overheidsinstanties, sprake is geweest van beïnvloeding als gevolg van laakbare activiteiten van vliegtuigfabrikanten.
3. De resultaten van haar onderzoek en de conclusies die zij uit de door haar vastgestelde feiten trekt, zo spoedig mogelijk ter kennis van de regering te brengen.

De commissie werd op 13 februari geïnstalleerd. Meteen werd met de werkzaamheden begonnen. De volgende dag al werd prins Bernhard geïnterviewd. Hij werd bijgestaan door zijn advocaten C.R.C. Wijckerheid Bisdom en Y. Scholten, de voormalig minister van Justitie uit het kabinet-Marijnen. Hierna volgde een onderzoek door registeraccountants in de administratie en vermogensadministratie van de prins, evenals bij een aantal instellingen waarbij hij nauw betrokken was.

### Omkooppraktijken prins Bernhard der Nederlanden

#### Steekpenningen 1960-1962
Tijdens de Amerikaanse senaatsverhoren had de president van Lockheed, A.C. Kotchian, verklaard dat eind 1959 of begin 1960 binnen de top van Lockheed de gedachte was ontstaan prins Bernhard een Lockheed JetStar aan te bieden. Dit enerzijds om het klimaat in Nederland ten opzichte van Lockheed te verbeteren, anderzijds omdat Lockheed ervan uitging dat het feit dat een Nederlandse prins zou rondvliegen in een Lockheedtoestel gunstige effecten zou hebben op de verkoop ervan. Het idee werd bij Lockheed aangeroerd door Fred Meuser, verkoopagent van Lockheed voor Europa, het Midden-Oosten en Afrika, kantoorhoudend in Genève. Deze was sinds de oorlogsjaren bevriend met de prins.
Uiteindelijk zag Lockheed om praktische redenen van het plan af; er was geen mogelijkheid om het toestel om niet in eigendom aan Bernhard over te dragen. Meuser stelde daarop voor om in dat geval Bernhard een som van 1 miljoen dollar aan te bieden. De betaling zou moeten geschieden via advocaat H. Weisbrod in Zürich. Dat laatste kreeg de juridisch adviseur R.B. Smith van Lockheed, volgens een verslag van hem, op 30 september 1960 van Bernhard te horen tijdens een ontmoeting in Paleis Soestdijk. Op 3 oktober 1960 had Smith in Hotel Dolder in Zürich een ontmoeting met Alexei Pantchoulidzew, de levensgezel van Bernhards moeder Armgard von Sierstorpff-Cramm. Van hem kreeg Smith een briefje met het bankrekeningnummer waarop het geld gestort moest worden. Het bleek diens eigen bankrekening te zijn. Met medewerking van Weisbrod werd het geld vervolgens op de door Pantchoulidzew aangegeven bankrekening gezet.
De betalingen werden als volgt verricht: 300.000 dollar in oktober 1960, nogmaals 300.000 dollar in februari 1961, 200.000 dollar in maart 1962, 115.000 dollar in juli 1962, en 85.000 dollar in oktober 1962. Kotchian gaf aan dat hij naar zijn weten nooit had vernomen of Bernhard het geld had ontvangen.
Bernhard gaf bij de Commissie van Drie aan dat hij het aanbod van de JetStar zelf had afgewimpeld, omdat hem al een Fokker Friendship was toegezegd en hij de voorkeur gaf in een Nederlands toestel te vliegen. Daarop zou de voorzitter van de Raad van Bestuur van Lockheed Robert E. Gross, een persoonlijke vriend van de prins, hem hebben gevraagd wat hij dan daarvoor in de plaats wilde hebben. Bernhard zou vervolgens naar eigen zeggen hebben verzocht of Lockheed iets voor zijn vriend Meuser kon betekenen die een lagere commissieregeling kreeg dan voorheen. Gross zou aangegeven hebben daarover na te denken.
Gross zelf kon dit niet bevestigen, want hij was in september 1961 overleden. Van Meuser zou Bernhard later vernomen hebben dat Lockheed hem inderdaad financieel gecompenseerd had. Pas in 1976 zou de prins gehoord hebben dat het om een bedrag van 1 miljoen US-dollar zou zijn gegaan. De Commissie van Drie wees Bernhard erop dat het geld op de bankrekening van Pantchoulidzew was gestort. Bernhard gaf aan dat dit voor hem onbegrijpelijk en een grote verrassing was. Hij erkende dat hij Smith op de door hem aangegeven datum in Paleis Soestdijk ontmoet had, maar van het gesprek zelf zou hij zich niets meer kunnen herinneren.

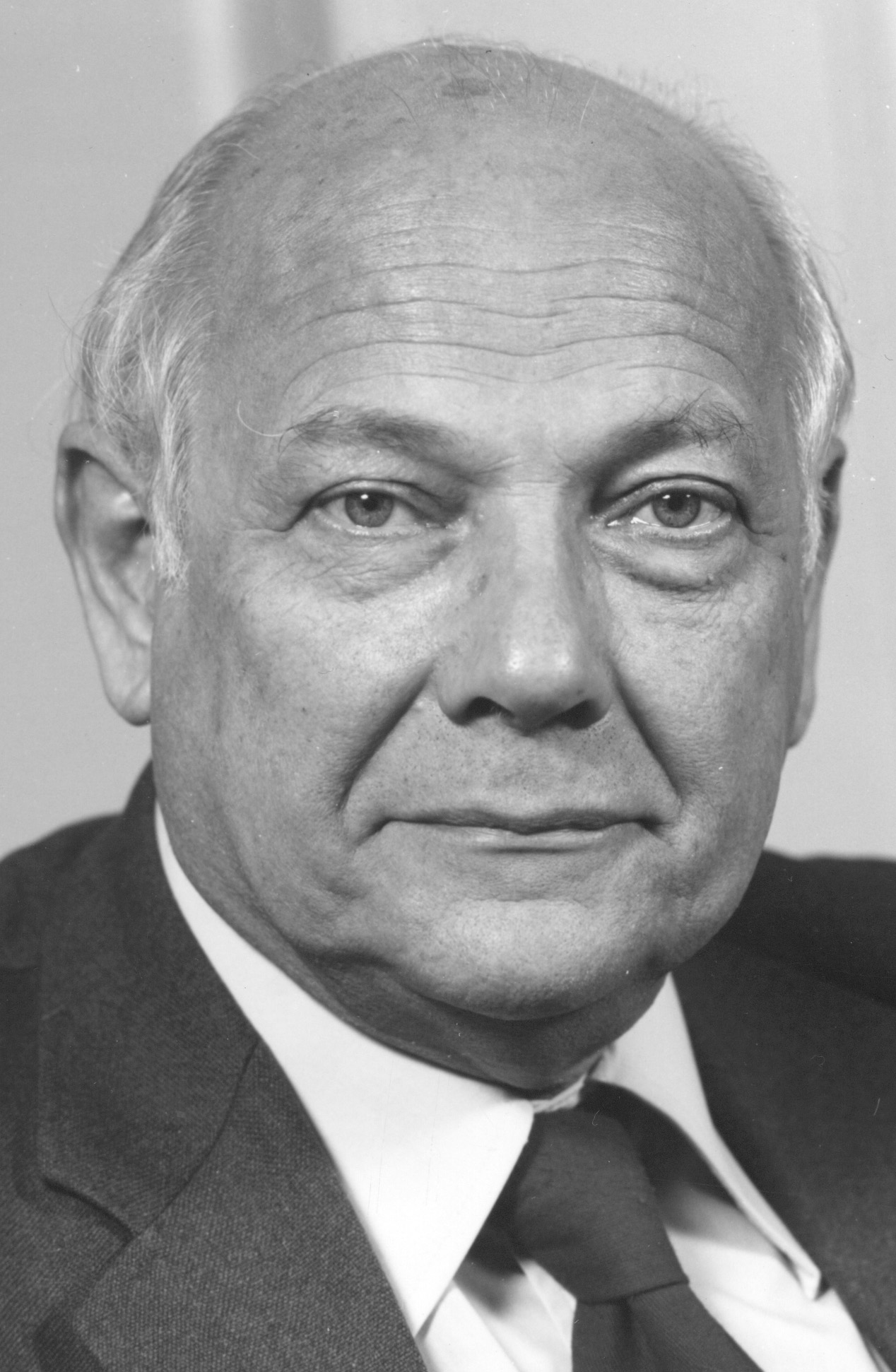
Minister-president Joop den Uyl in 1975

Meuser gaf weer een andere versie. Hij vertelde de commissie dat de JetStar voor hemzelf en zijn staf bedoeld was, maar dat het vliegtuig door Bernhard en anderen gebruikt had mogen worden. Om financiële redenen was volgens Meuser de verstrekking van het vliegtuig niet doorgegaan. De 1 miljoen dollar zou te maken hebben gehad met compensatie aan hem van gederfde inkomsten. Hij beweerde dat het Gross was geweest die Pantchoulidzew had ingeschakeld omdat de geldstroom voor Lockheed geheim moest blijven. Het geld zou vanaf de bankrekening van Pantchoulidzew zijn overgemaakt naar andere rekeningen, waar de prins geen zeggenschap over zou hebben. Meuser ontkende dat hij het geld voor zichzelf had willen houden.

#### Steekpenningen 1968
In oktober 1968 deed zich een soortgelijke situatie voor, waarbij door Lockheed besloten werd 100.000 dollar uit te trekken voor de prins. Dit geld werd als een cashier's check bij een bank in het Amerikaanse Burbank afgegeven op naam van een zekere Victor Baarn. De begunstigde kon het geld in Zwitserland komen afhalen door het noemen van de naam. Het bedrag was volgens Lockheed een gift aan Bernhard voor zijn hulp bij pogingen een Nederlandse beslissing ongedaan te maken toen Nederland het maritieme patrouillevliegtuig Breguet Atlantic had verkozen boven de Lockheed P-3 Orion. In eerste instantie had Lockheed Bernhard voor zijn hulp 500.000 dollar aangeboden, maar Bernhard weigerde het geld met de mededeling dat de koop van de Bréguets niet meer kon worden teruggedraaid. Lockheed stortte vervolgens alsnog een bedrag van 100.000 dollar. Bernhard verdedigde zich tegenover de onderzoekscommissie door te zeggen dat hij zich de aanbieding niet herinnerde en dat hij het geld in ieder geval nooit ontvangen had.

#### Poging tot steekpenningen 1974
Kotchian vertelde ook dat Bernhard in 1974 een poging had gedaan een commissie te bewerkstelligen voor een mogelijke aanschaf door Nederland van dertien Lockheed P-3 Orion patrouillevliegtuigen. De gevraagde commissie zou neerkomen op vier tot zes miljoen dollar, afhankelijk van de grootte van de order. Lockheed vond dat een absurd hoog bedrag. Bernhard zou zich daarop verontschuldigd hebben, en zou hebben gezegd dat het slechts in zijn bedoeling lag om een miljoen dollar te vragen. Uiteindelijk accepteerde Bernhard volgens Lockheed, opnieuw tijdens een bespreking in Paleis Soestdijk, een vaste commissie van een miljoen dollar bij een aankoop van minimaal vier vliegtuigen. De koop ging echter niet door omdat er geen geld voor was. De commissie vond met betrekking tot deze kwestie twee brieven van de prins uit 1974, gericht aan medewerkers van Lockheed. In de tweede brief, die hij met de hand geschreven had, liet hij weten dat hij zich "after a hell of a lot of pushing and pulling" ten gunste van Lockheed had ingezet. Bernhard heeft niet ontkend dat hij die brieven geschreven had, maar heeft steeds volgehouden dat de opzet was dat de betalingen ten goede zouden komen aan het Wereld Natuur Fonds, wat hij naar eigen zeggen met Meuser was overeengekomen.

### Steekpenningen KLM-directeur en poging omkoping Tweede Kamerleden
De Commissie van Drie ontdekte tevens dat in 1969 aan toenmalig KLM-directeur F. Besançon 25.000 dollar aan steekpenningen zou zijn betaald, wat Besançon ontkende. Volgens Lockheed had Besançon in de jaren vijftig eveneens geld gekregen. Ook waren volgens de commissie Tweede Kamerleden benaderd met de bedoeling ze om te kopen. Het zou gaan om de KVP'er en generaal-majoor J. van Elsen b.d. en de VVD'er Ad Ploeg. Van Elsen was voorzitter van de vaste commissie voor Defensie en Ploeg was er lid van. Beiden bleken een bezoek te hebben gebracht aan Lockheed in Californië zonder dit gemeld te hebben. De commissie heeft deze kwestie niet verder uitgezocht, omdat dit niet tot de opdracht behoorde.

### Conclusies
Wat de steekpenningenkwestie uit de jaren 1960-1962 betrof geloofde de commissie niets van het verhaal van Meuser. Wat Bernhard betrof, concludeerde de commissie dat als de 1 miljoen dollar voor Meuser bedoeld zou zijn, dit niet overeenkwam met de feiten. Het stond voor de commissie vast dat Lockheed dacht dat het geld voor Bernhard bestemd was. "Doch dit sluit niet uit", aldus de commissie in haar eindrapport, "dat Z.K.H. te goeder trouw anders gemeend kan hebben". De commissie vond geen onomstotelijk bewijs dat de in totaal voor Bernhard betaalde 1,1 miljoen dollar daadwerkelijk bij hem terechtgekomen was. De persoon Victor Baarn werd niet gevonden. Het zou een "kennelijk fictieve naam" zijn geweest. Het oordeel van de Commissie van Drie was desondanks hard.
De bevindingen van de commissie en de conclusies van de regering werden op 26 augustus 1976 door minister-president J. den Uyl in de Tweede Kamer voorgelezen. De bekendmaking werd rechtstreeks uitgezonden via radio en televisie. Den Uyl vatte de conclusie van de commissie over Bernhard als volgt samen:
... dat Z.K.H., in de overtuiging dat zijn positie onaantastbaar en zijn oordeel niet te beïnvloeden was, zich aanvankelijk veel te lichtvaardig heeft begeven in transacties, die de indruk moesten wekken dat hij gevoelig was voor gunsten. Vervolgens heeft hij zich toegankelijk getoond voor onoorbare verlangens en aanbiedingen. Tenslotte heeft hij zich laten verleiden tot het nemen van initiatieven die volstrekt onaanvaardbaar waren en die hem zelf en het Nederlandse aanschaffingsbeleid bij Lockheed - en, zo moet er thans aan worden toegevoegd, ook bij anderen - in een bedenkelijk daglicht moesten stellen.

### Dreiging constitutionele crisis
De bevindingen dreigden te leiden tot een constitutionele crisis. Hoewel vanaf de presentatie van het eindrapport geruchten de kop opstaken dat koningin Juliana gedreigd zou hebben met aftreden indien de prins strafrechtelijk vervolgd zou worden en hun dochter en kroonprinses Beatrix aangegeven zou hebben in dat geval haar moeder niet te willen opvolgen, is hiervoor in 2016 - na een studie van zes jaar naar het leven van Juliana - door sociologe en biografe Jolande Withuis geen bewijs gevonden. Wel is uit de aantekeningen van de secretaris van de ministerraad J. Middelburg duidelijk dat Den Uyl zetelverlies voor zijn partij vreesde, mocht het kabinet gedwongen worden af te treden bij een strafrechtelijke vervolging van Bernhard en nieuwe verkiezingen noodzakelijk zouden worden. Mede daarom wenste Den Uyl geen strafrechtelijk onderzoek.

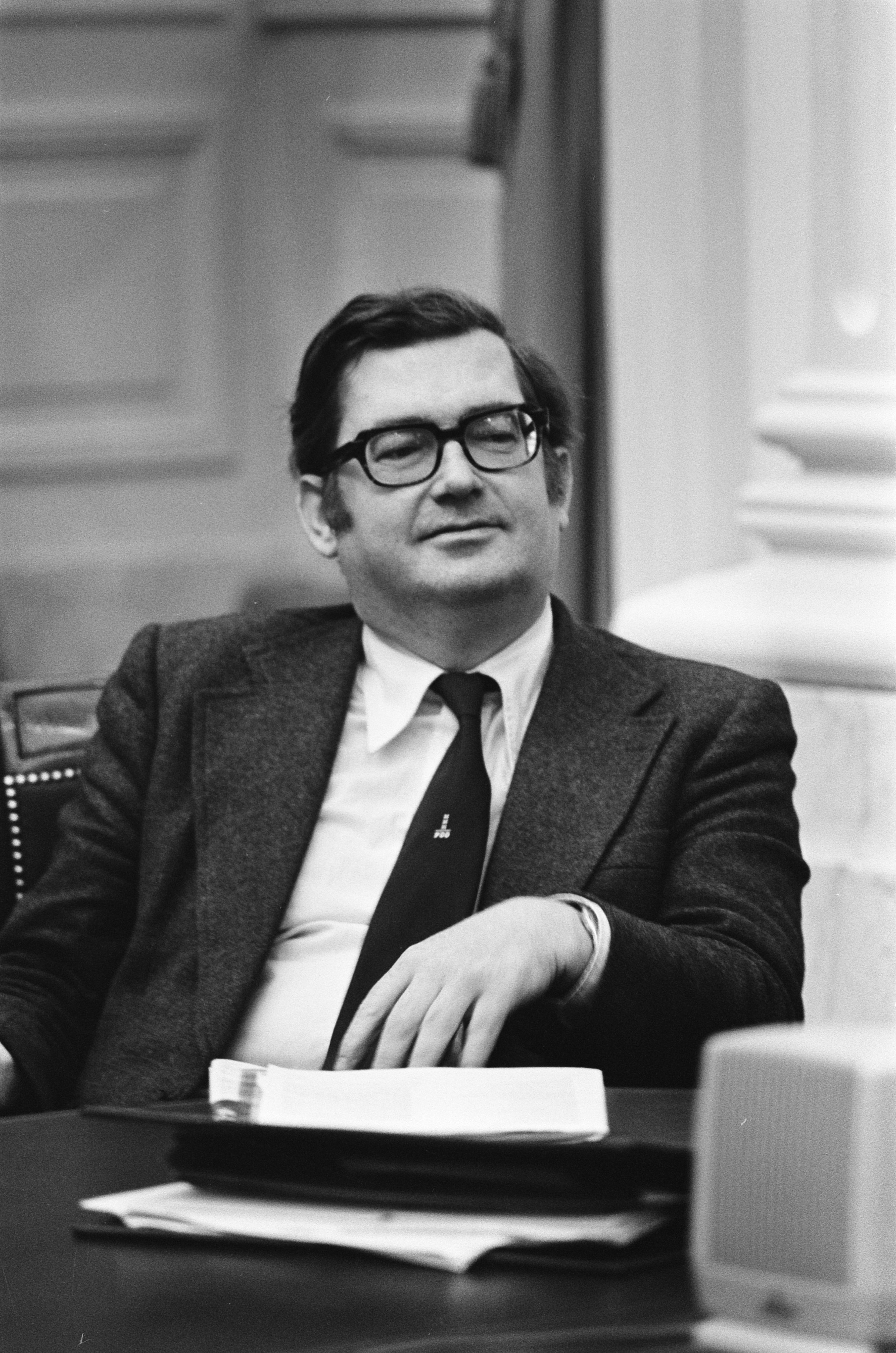
D'66-minister H. Gruijters liet zich in de ministerraad kritisch uit over prins Bernhard

Uit de aantekeningen blijkt ook dat D'66-minister H. Gruijters meedeelde met "een gevoel van walging" het rapport gelezen te hebben, evenals: "Ik heb er vanmiddag over zitten peinzen. Ik voel me als Nederlander bepaald beschadigd. (...) Ik heb me afgevraagd: zou je de omgang met lieden die dit doen niet moeten beëindigen? Ik voel me door wat hier gebeurd is beledigd. Als ik persoonlijk in het geding was, dan zou ik het voor gezien houden." De ministers van Christen-Democratische huize reageerden milder, hoewel ze wel aangaven verbijsterd te zijn over de inhoud van het rapport. Volgens hen zou Bernhard gestraft moeten worden, maar tegelijkertijd moest voorkomen worden dat de koningin aftrad. ARP-minister J. Boersma vond dat Bernhard niet meer aanwezig kon zijn bij het op Prinsjesdag door de koningin uitspreken van de jaarlijkse troonrede. "Hij kan op safari", oordeelde hij. Den Uyl vond van niet: "De prins kan niet worden weggestopt". De meeste PvdA-ministers steunden Den Uyl, maar Vredeling liet zich als enige kritisch uit: "De rechtstaat is in het geding. Als hij weg moet als militair, dan is de vraag of dat eervol moet gebeuren." Den Uyl stond echter niet toe dat de ministers zich met zijn conclusies in zijn brief aan de Tweede Kamer zouden bemoeien. Hij werd hierin gesteund door de vicepresident van de Raad van State M. Ruppert, die bij de vergadering aanwezig was. Dat betekende dat er geen verzoek tot strafrechtelijk onderzoek zou volgen. Minister Westerterp zei "een zweem van klassenjustitie" te proeven, Toch was hij niet ontevreden: "Als ik Zijne Koninklijke Hoogheid een beetje ken, dan vindt hij de publicatie erger dan dat de staat een proces gaat voeren".
Doordat het kabinet niet om een strafrechtelijk onderzoek van Bernhard wilde vragen, zag het er ook vanaf om dat voor Besançon te doen. Evenmin durfde het kabinet een onderzoek in te laten stellen naar mogelijke omkoping van Tweede Kamerleden. Mochten Besançon en meerdere Tweede Kamerleden namelijk daadwerkelijk voor het gerecht worden gebracht, dan zou de roep om ook Bernhard te vervolgen alleen maar groter worden, en dat moest hoe dan ook voorkomen worden.
Den Uyl gaf in de Tweede Kamer als reden aan voor het niet strafrechtelijk vervolgen van Bernhard dat een deel van zijn vergrijpen inmiddels verjaard was, strafrechtelijk onderzoek "zeer geruime tijd" zou duren en een uiteindelijke strafrechtelijke vervolging "zeer onzeker" zou zijn, evenals dat de prins door de conclusies die de regering aan het rapport verbonden heeft "al ingrijpende gevolgen van zijn gedragingen zal ondervinden". Ten slotte werd door Den Uyl aangegeven dat een strafrechtelijk onderzoek en vooral strafrechtelijke vervolging van Bernhard "ernstige gevolgen zou kunnen hebben voor de positie van het staatshoofd". Die consequentie zou dan moeten worden aanvaard, zo stelde Den Uyl. Omdat het kabinet daarvoor geen verantwoordelijkheid wilde nemen werd besloten af te zien van justitiële maatregelen.
Bernhard moest als gevolg van de affaire zijn functies in het bedrijfsleven en bij de krijgsmacht neerleggen en werd geadviseerd in het openbaar niet meer in militair uniform te verschijnen. Hij werd niet ontslagen als inspecteur-generaal der krijgsmacht, maar kreeg op verzoek van Juliana de gelegenheid deze functie zelf neer te leggen. Andere functies bij de krijgsmacht die hij opgaf waren onder meer de lidmaatschappen van de Algemene Verdedigingsraad en die van de Defensieraad. Aan zijn jarenlange bemoeienissen met de Bilderbergconferenties kwam abrupt een einde. Zijn voorzitterschap legde hij per direct neer.
Een concept van de brief die Den Uyl namens de regering in de Tweede Kamer ging voorlezen, werd aan Bernhard ter inzage gegeven. Daarin stond: "Dat de prins ernstige fouten heeft gemaakt, heeft hij erkend". Bernhard weigerde dat te onderschrijven en de zin werd geschrapt.
De eigen officiële reactie van Bernhard dateert van 23 augustus 1976 en werd drie dagen later door Den Uyl als onderdeel van zijn eigen brief in de Tweede Kamer voorgelezen:
Het rapport van de Commissie van Drie heeft mij ervan overtuigd dat in mijn jarenlange vriendschappelijke relatie met enkele hooggeplaatste functionarissen van Lockheed mijn betrekkingen met Lockheed zich verkeerd hebben ontwikkeld. In het bijzonder heb ik daarbij niet de zorgvuldigheid in acht genomen, die op grond van mijn kwetsbare positie als echtgenoot van de Koningin en als Prins der Nederlanden vereist is. Ik erken dit en betuig hierover mijn oprechte spijt. Ik heb initiatieven, die mij werden voorgelegd, niet voldoende kritisch beoordeeld. Ik heb brieven geschreven, die ik niet had mogen verzenden. Ik aanvaard hiervoor de volle verantwoordelijkheid en dus de afkeuring, die de Commissie daarover in haar rapport uitspreekt. Ik heb kennis genomen van het standpunt dat de Regering inzake mijn gedragingen heeft bepaald. Ik aanvaard de consequenties en zal de functies, die in dat verband zijn genoemd, neerleggen. Ik hoop de gelegenheid te behouden het land te dienen en mede daardoor het vertrouwen in mij te herstellen.— w.g. Bernhard
Op Soestdijk leefde de wens dat Bernhard in een televisie-uitzending het Nederlandse volk zou toespreken. Den Uyl wees dat af. Tegen Juliana zei hij naar eigen zeggen: "Hoe kleiner u zich maakt, hoe groter de kans is dat Hare Majesteit kan doorregeren." De Tweede Kamer legde zich neer bij de kabinetswens en diende geen verzoek in om een strafrechtelijk onderzoek te laten instellen.
Op Prinsjesdag 1976 verscheen Bernhard voor het eerst niet in uniform. Echter, een paar jaar later gaf premier Van Agt de prins al incidenteel (ter gelegenheid van de begrafenis van lord Mountbatten van Birma) toestemming het uniform weer te dragen, en in 1991 liet premier Lubbers hem bij diens 80e verjaardag weten dat de regering het op prijs zou stellen als hij bij voorkomende gelegenheden het uniform weer zou willen dragen. De prins maakte nauwelijks gebruik van dit gebaar, wel verkoos hij in uniform te worden begraven.

### Publicaties na overlijden prins Bernhard van Lippe-Biesterfeld
Na de dood van Bernhard in december 2004 verscheen een reportage in weekblad De Groene Amsterdammer, waarin gemeld werd dat de prins in een serie interviews met de in 2002 overleden journalist Martin van Amerongen had toegegeven 1,1 miljoen dollar te hebben ontvangen. Het overgrote deel van het geld zou volgens Bernhard direct weggegeven zijn aan goede doelen. Martin van Amerongen en Bernhard waren overeengekomen dat de reportage pas na de dood van Bernhard zou worden gepubliceerd.
Het proefschrift van Anet Bleich, een biografische studie over het leven van Den Uyl uit 2008, bevestigde eerdere berichten dat Bernhard zich naast de Lockheed-kwestie tevens gevoelig had getoond voor gunsten en giften van nóg een vliegtuigfabrikant, Northrop. Over dit tweede smeergeldschandaal werd al in 2005 gepubliceerd in het tijdschrift Vrij Nederland, dat de hand had weten te leggen op een geheime bijlage bij het rapport van de Commissie van Drie. Uit deze bijlage, "De Möser-Weissbrot connectie in de Northropzaak" geheten, blijkt dat Northrop vanaf 1968 in twee à drie jaar tijd 750.000 dollar aan Bernhard had overgemaakt. Al eerder, in 1977, had dagblad Het Vrije Volk bericht over de Northrop-smeergeldkwestie − op basis van het mogen inzien van het geheime stuk. Vermoedelijk is de bewuste bijlage indertijd door Den Uyl geheimgehouden, om de monarchale crisis niet verder uit de hand te laten lopen.
In 2011 publiceerde historicus Gerard Aalders Het Lockheed Schandaal. Wapenindustrie Smeergeld Corruptie, waarin de affaire in een internationaal vergelijkend perspectief wordt geplaatst. In het buitenland werd volgens Aalders Den Uyls beleid met verbazing gadegeslagen, "maar tegelijk geconstateerd dat dankzij het vakmanschap van Den Uyl de affaire tot beheersbare proporties werd teruggebracht". In tegenstelling tot Nederland werden in het buitenland van corruptie verdachte hoogwaardigheidsbekleders wel voor de rechter gedaagd en veroordeeld.

## West-Duitsland
Voormalig Lockheed-lobbyist Ernest Hauser vertelde onderzoekers van de Amerikaanse senaat dat de West-Duitse minister van Defensie Franz Josef Strauss en zijn partij ten minste $ 10 miljoen  hadden ontvangen voor de aankoop van negenhonderd F-104G Starfighters in 1961. De partij en haar leider ontkenden de beschuldigingen, en Strauss diende een aanklacht wegens laster in tegen Hauser. Aangezien de beschuldigingen niet werden bevestigd, werd de kwestie geschrapt.
In september 1976, in de laatste fase van de West-Duitse federale verkiezingen, werd de controverse heropend toen er binnen het federale ministerie van Defensie vragen werden gesteld over de verblijfplaats van de "Lockheed-documenten". Anonieme bronnen verspreidden ook enkele, mogelijk vervalste, documenten onder de media. Volgens een van deze documenten accepteerde het lid van de Duitse Bondsdag Manfred Wörner een uitnodiging van Lockheed om hun vliegtuigfabrieken in de VS te bezoeken, waarbij de hele reis door Lockheed werd betaald.

In de loop van het onderzoek kwam aan het licht dat de meeste documenten met betrekking tot de Starfighter-aankoop in 1962 waren vernietigd. De verblijfplaats van de documenten werd opnieuw besproken in een onderzoekscommissievergadering van de Bondsdag tussen januari 1978 en mei 1979. Uit onderzoek van Lockheed-documenten door de VS bleek dat de reis van Wörner was gefinancierd door de Duitse Bondsdag en verband hield met een testvlucht met de Lockheed S-3 Viking. Slechts een deel van de reiskosten van Wörners secretaris en Wörners vlucht terug van de VS naar Duitsland werd betaald door Lockheed:
Wörner werd vergezeld door zijn secretaresse en een deel van haar onkosten werd betaald door Lockheed. Verder "verloor" Wörner zijn door de regering betaalde ticket terug naar West-Duitsland en Lockheed "hielp hem" door hem een ander ticket te geven.

## Italië
In Italië werden christendemocratische en socialistische politici omgekocht om de aankoop door de Italiaanse luchtmacht van C-130 Hercules-transportvliegtuigen te bevorderen. De beschuldigingen van omkoping werden gesteund door het politieke tijdschrift L'Espresso en waren gericht tegen de voormalige kabinetsministers Luigi Gui en Mario Tanassi, de voormalige premier Mariano Rumor en de toenmalige president Giovanni Leone, waardoor deze laatste op 15 juni 1978 gedwongen werd zijn functie neer te leggen.

## Japan
Bij het schandaal waren de Marubeni Corporation en verschillende hooggeplaatste leden van Japanse politieke, zakelijke en onderwereldkringen betrokken, waaronder minister van Financiën Eisaku Sato en de JASDF-stafchef Minoru Genda. In 1957 wilde de Japanse Air Self-Defense Force de Grumman F11F-1F Super Tiger kopen ter vervanging van de F-86 Sabre die toen in dienst was, maar zwaar lobbyen door Lockheed van belangrijke figuren van de Liberale Democratische Partij leidde in plaats daarvan tot de goedkeuring van de F-104.
Later huurde Lockheed onderwereldfiguur Yoshio Kodama in als adviseur om Japanse parastatale luchtvaartmaatschappijen, waaronder All Nippon Airways (ANA), te beïnvloeden om de Lockheed L-1011 TriStar te kopen in plaats van de McDonnell Douglas DC-10. Op 6 februari 1976 vertelde de vicevoorzitter van Lockheed de subcommissie van de Senaat dat Lockheed ongeveer $ 3 miljoen aan steekpenningen had betaald aan het kantoor van de Japanse premier Kakuei Tanaka voor hulp in deze zaak.
Lockheed betaalde ¥ 2,4 miljard om het contract van ANA binnen te halen. ¥ 500 miljoen van het totaal werd ontvangen door de premier. ¥ 160 miljoen werd ontvangen door ANA-functionarissen. ¥ 1,7 miljard werd ontvangen door Kodama.
Op 30 oktober 1972 kondigde ANA haar besluit aan om 21 Lockheed L-1011 Tristars te kopen, die elk ongeveer $ 5 miljoen kosten, hoewel het eerder opties had aangekondigd om de DC-10 te kopen. De Amerikaanse President's Commission on Organised Crime uit 1986 onthulde dat Lockheed van 1969 tot 1975 Deak & Company, een grote valuta-exploitant die eigendom was van Nicholas Deak, gebruikte als kanaal om geld over te maken dat door Lockheed was bedoeld om Japanse functionarissen om te kopen. Er werd onthuld dat $ 8,3 miljoen was verplaatst naar de kantoren van Deak in Hong Kong, waar een in Spanje geboren priester die Lockheed vertegenwoordigde het geld aannam en naar Japan bracht.
In maart 1976 pleegde acteur Mitsuyasu Maeno uit protest tegen het schandaal een zelfmoordaanslag op het huis van Kodama in Tokio door er een licht vliegtuig op te laten crashen. Maeno stierf en twee bedienden raakten gewond. Kodama zelf bleef ongedeerd.
Tanaka werd op 27 juli 1976 gearresteerd en in augustus vrijgelaten op basis van een borgsom van ¥ 200 miljoen ($ 690.000). Hij werd op 12 oktober 1983 door een rechtbank in Tokio schuldig bevonden aan schendingen van de wetten op deviezencontrole, maar niet aan omkoping. Hij werd veroordeeld tot vier jaar gevangenisstraf, maar bleef in hoger beroep vrij tot aan zijn dood in 1993.